# Ессят
«Ессят» (фін. Ässät) — хокейний клуб з м. Порі, Фінляндія. Заснований у 1961 році як «Кархут». «Ессят» утворився у 1967 році шляхом злиття двох команд із Порі — Кархут і РУ-38. Виступає у чемпіонаті Лійги. 
Чемпіон Фінляндії (1965, 1971, 1978, 2013), срібний призер (1979, 1980, 1984, 2006), бронзовий призер (1976, 1995).
Домашні ігри команда проводить у палаці спорту «Ісомякі» (6500 глядачів). Кольори клубу червоний, чорний і білий.
Найсильніші гравці різних років: 
- воротарі: Йорма Валтонен, Карі Такко, Антеро Ківеля;
- захисники: Пекка Раутакалліо, Тапіо Флінк, Харрі Нікандер, Пентті Раутакалліо, Рісто Туомі, Юкка Віртанен, І. Лео, Юакім Мусакка, Шон Гешка;
- нападаники: Раймо Кільпійо, Я. Хонканен, Т. Коскінен, Веллі-Пекка Кетола, Ісмо Вілла, Антті Хейккіля, Карі Макконен, Велі-Матті Руїсма, Арто Яванайнен, Раулі Райтанен, Ярі Корпісало, Владімір Вуйтек, В'ячеслав Фандуль, Ян Алінч.

Наибільших успіхів у роботі з клубом досяг тренер Лассе Хейккіля.